# Vịnh Con Lợn

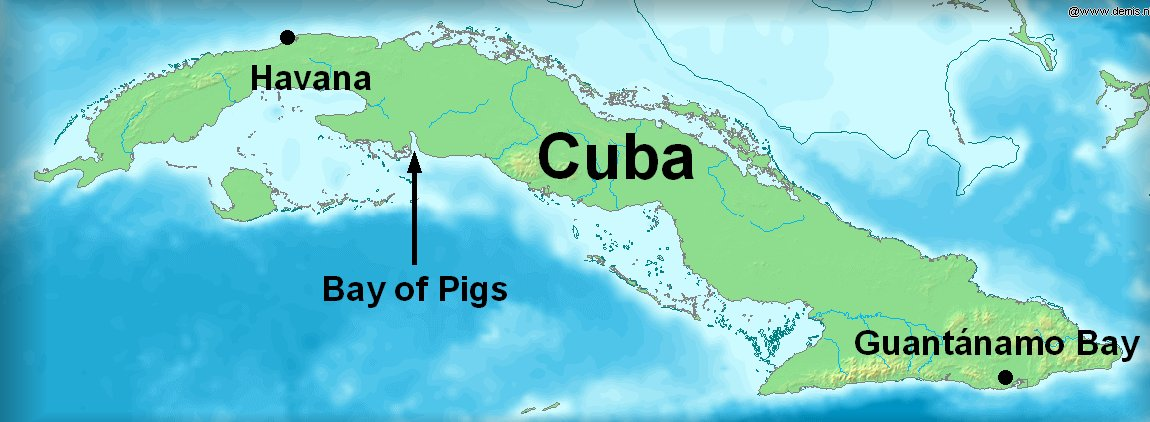
Bản đồ vị trí vịnh Con Lợn

Vịnh Con Lợn, hay vịnh Con Heo (tiếng Tây Ban Nha: Bahía de Cochinos), là một vịnh nằm ở bờ biển phía Nam tỉnh Matanzas, Cuba. Đây là nơi đã diễn ra cuộc đổ bộ của những người Cuba lưu vong nhằm tấn công lật đổ chính quyền cộng sản của Fidel Castro vào ngày 17 tháng 4 năm 1961. Những người này được CIA huấn luyện và được chính quyền Mỹ ủng hộ. Tuy nhiên, cuộc lật đổ đã không thành.

## Từ nguyên
Trong tiếng Tây Ban Nha Cuba, cochinos còn có thể chỉ đến loài cá Balistes vetula, cư trú tại các rạn san hô ở Bahía de Cochinos, chứ không phải chỉ đến loài heo rừng (Sus scrofa).